# Saint-Didier-sous-Écouves
Pour les articles homonymes, voir Saint-Didier.
Saint-Didier-sous-Écouves est une ancienne commune française, située dans le département de l'Orne en région Normandie, peuplée de 133 habitants. Depuis le 1er janvier 2019, elle est une commune déléguée de L'Orée-d'Écouves.

## Géographie
L'altitude moyenne de Saint-Didier-sous-Écouves est de 280 mètres environ[réf. nécessaire]. Sa superficie est de 878 hectares. Sa latitude est de 48° 32′ 14″ nord et sa longitude de 0° 02′ 14″ ouest. Les communes proches de Saint-Didier-sous-Écouves sont Livaie, Longuenoë, Fontenai-les-Louvets, Rouperroux, Tanville.

## Toponymie
Le nom de la localité est attesté sous les formes Sanctus Desiderius en 1091, Saint Didier en 1435.
Le déterminant locatif Écouves fait référence à la forêt d'Écouves.
Écouves est issu de l'ancien français escouve et du latin médiéval scopa.
Le latin médiéval scopa avait le sens de « tige », « fût (d'un arbre), »  ainsi que « bouleau », à rapprocher à la forêt d'Écouves.
Au moment de la Révolution française, la commune prend le nom de Le Désir.

## Histoire
En 1091: la paroisse Sanctus Desiderius apparaît dans les écrits.
Le 27 mars 1789, en prévision des états généraux convoqués au château de Versailles par le roi Louis XVI, un « cahier de doléances, vœux et remontrances de l'Ordre du clergé du bailliage principal d'Alençon » est rédigé. Le curé de Saint-Didier, Me Lasseur, en est signataire.
En 1851, la commune compte 1 091 habitants.
Le 1er janvier 2019, la commune est regroupée avec Fontenai-les-Louvets, Livaie et Longuenoë sous la commune nouvelle de L'Orée-d'Écouves qui est actée par un arrêté préfectoral du 10 juillet 2018.

## Politique et administration
| Période                                  | Période        | Identité            | Étiquette | Qualité                    |
| ---------------------------------------- | -------------- | ------------------- | --------- | -------------------------- |
| 1983                                     | septembre 2015 | Jean-Luc Troussard  | SE        | Proviseur de lycée         |
| novembre 2015                            | novembre 2017  | Jean-Pierre Girault | SE        | Retraité de l'aéronautique |
| février 2018                             | en cours       | Laurent Yvard       | SE        | Exploitant agricole        |
| Les données manquantes sont à compléter. |                |                     |           |                            |

## Démographie
En 2022, la commune comptait 133 habitants. Depuis 2004, les enquêtes de recensement dans les communes de moins de 10 000 habitants ont lieu tous les cinq ans (en 2005, 2010, 2015, etc. pour Saint-Didier-sous-Écouves) et les chiffres de population municipale légale des autres années sont des estimations.
| 1793 | 1800 | 1806 | 1821 | 1836 | 1841 | 1846 | 1851 | 1856 |
| ---- | ---- | ---- | ---- | ---- | ---- | ---- | ---- | ---- |
| 520  | 505  | 594  | 509  | 474  | 499  | 518  | 535  | 475  |

| 1861 | 1866 | 1872 | 1876 | 1881 | 1886 | 1891 | 1896 | 1901 |
| ---- | ---- | ---- | ---- | ---- | ---- | ---- | ---- | ---- |
| 515  | 520  | 532  | 515  | 442  | 413  | 405  | 330  | 325  |

| 1906 | 1911 | 1921 | 1926 | 1931 | 1936 | 1946 | 1954 | 1962 |
| ---- | ---- | ---- | ---- | ---- | ---- | ---- | ---- | ---- |
| 286  | 274  | 229  | 206  | 208  | 209  | 196  | 181  | 212  |

| 1968 | 1975 | 1982 | 1990 | 1999 | 2005 | 2010 | 2015 | 2019 |
| ---- | ---- | ---- | ---- | ---- | ---- | ---- | ---- | ---- |
| 156  | 151  | 129  | 126  | 145  | 152  | 160  | 158  | 159  |

## Culture locale et patrimoine

### Lieux et monuments
- Église Saint-Didier.
- Bornes de la forêt d'Écouves.